# Isla de Langlade
La isla de Langlade (del francés: île de Langlade), también conocida por los extranjeros como Pequeño Miquelón, en la colectividad de ultramar francesa de San Pedro y Miquelón. 

## Geografía
Se encuentra situada en el Atlántico Norte, al oeste de la península de Burin en la isla de Terranova. Abarca un total de 91 km², y está unida a la isla de Miquelón por un istmo de arena de 8 millas.

## Situación actual
Langlade ha perdido su único habitante durante todo el año, Charles Lafitte, cuando murió en julio de 2006. Sin embargo, Langlade es un lugar de veraneo para muchos habitantes de la Isla de San Pedro. En el verano, la población de Langlade puede crecer hasta 1.000 habitantes.